# O Boticário
O Boticário é uma empresa de cosméticos e perfumes brasileira, unidade de negócios do Grupo Boticário, uma holding presidida por Fernando Modé, com sede em São José dos Pinhais, no Paraná. É a maior rede de franquias do Brasil, segundo classificação da Associação Brasileira de Franchising (ABF) em 2020. São mais de 4.000 pontos de venda espalhados por mais de 40 países. Foi fundada em 1977 por Miguel Krigsner como uma farmácia de manipulação no centro de Curitiba.
Em 2022, Krigsner figurou na 16.ª posição na lista da Forbes que reúne os 20 bilionários brasileiros self-made, ou seja, que fizeram fortuna por conta própria.
Presente em 15 países, há mais de 40 anos desenvolve produtos com tecnologia, qualidade e sofisticação — seu portfólio tem mais de 850 itens de perfumaria, maquiagem e cuidados pessoais.
Comprometida com as pessoas e o planeta, o Boticário não realiza testes em animais e investe na melhoria contínua de produtos e processos, para torná-los cada vez mais sustentáveis. 
Nos anos de 2017, 2018 e 2019 foi considerada "a Marca de Beleza mais Amada do Brasil".
Em 2022, recebeu os prêmios de mais admirada pelos consumidores e mais admirada pelos colaboradores, entre as empresas varejistas de cosméticos e perfumaria, segundo o IBEVAR.

## História
Em 1977 foi fundada a Farmácia de Manipulação O Boticário, em Curitiba, no Paraná. Em 1980 a marca abre sua primeira franquia e dois anos depois inaugura sua primeira fábrica. No ano de 1985, a empresa abre sua primeira loja em Portugal e em 1987 inaugura sua milésima unidade.
Vende seus produtos on-line desde dezembro de 2002, mas foi em 2011 que a empresa fez um grande investimento na qualidade e inovação de sua loja virtual. Em 2011, confirmou a sua primeira fábrica fora do Paraná, em Camaçari, estado da Bahia. O Boticário lançou em 2011 a marca Eudora. A marca de cosméticos tem 14 lojas e também oferece produtos de porta a porta (venda direta). No segmento de maquiagem, a empresa possui três marcas: Make B., Intense e Capricho. Em 2012 o Boticário lançou mais três marcas, a The Beauty Box, a Nativa Spa, e a Skingen. Em 2013, reassumiu a liderança do mercado brasileiro de perfumaria, e hoje conta com mais de 3 mil lojas em mais de 1.700 municípios do país.. Em 9 de março de 2018, anuncia a compra da Vult Cosméticos.

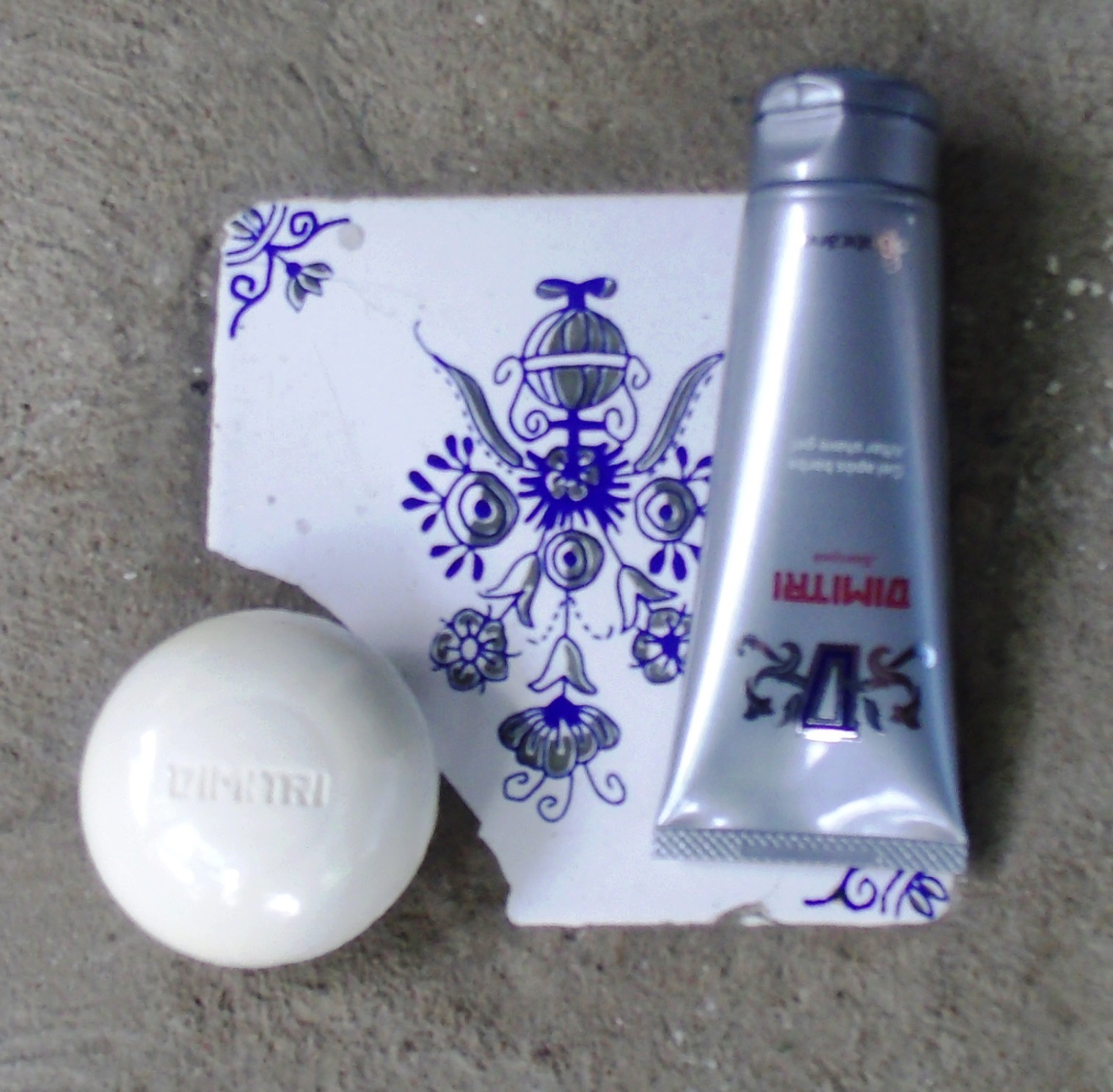
Exposição de produto O Boticário em azulejaria

## Diversidade e Inclusão
Em maio de 2015, a empresa lançou uma campanha intitulada "Toda Forma de Amor", feita para o Dia dos Namorados, no qual apresenta casais heterossexuais e homossexuais se abraçando e trocando presentes da marca. O vídeo gerou grande repercussão, principalmente em redes sociais na internet. O comercial, postado pela marca no YouTube, foi visualizado por mais de três milhões de pessoas e tinha mais de 360 mil "curtidas", contra pouco mais de 180 mil curtidas negativas de outros internautas (até 6 de junho).
Entre setores conservadores da sociedade, no entanto, a campanha repercutiu negativamente. Houve convocações pelo boicote à marca por pessoas como Silas Malafaia e declarações homofóbicas em redes sociais. O Conselho Nacional de Autorregulamentação Publicitária (Conar) também recebeu 30 reclamações em todo o país e, conforme sua função, deu início a um processo para verificar possíveis abusos contra o consumidor na campanha publicitária da empresa. No dia 16 de julho, no entanto, o Conar decidiu arquivar o processo aberto contra o vídeo. O relator do processo destacou em seu voto: "Não contem com a publicidade para omitir a realidade".
O Boticário respondeu que "a proposta da campanha 'Casais', que estreou em TV aberta no dia 24 de maio, é abordar, com respeito e sensibilidade, a ressonância atual sobre as mais diferentes formas de amor — independentemente de idade, raça, gênero ou orientação sexual — representadas pelo prazer em presentear a pessoa amada no Dia dos Namorados". O jornalista James Cimino, em um artigo publicado no site UOL Economia, também apontou incoerências no movimento de boicote da marca, visto que grandes multinacionais — como Apple, Microsoft, Google, HP, Intel, Facebook, The Coca-Cola Company, Colgate-Palmolive, Disney, Twitter, Visa, Mastercard, Starbucks, Nike, Xerox, Levi's, Gillette, Absolut, Amazon, Ray-Ban, Gap, American Airlines, Tiffany & Co, Budweiser, entre outras — também apoiam o movimento LGBT e fizeram campanhas publicitárias desta temática, mas não foram evitadas pelos consumidores por conta disso. Um tumblr chamado "Aproveita e Boicota Também" foi criado para reunir todas as marcas que apoiam o movimento gay e que deveriam ser evitadas por homofóbicos.